# 태안 남문리 오층석탑
태안 남문리 오층석탑(泰安 南門里 五層石塔)은 대한민국 충청남도 태안군 태안읍 남문리에 있는 고려시대의 오층석탑이다. 1984년 5월 17일 충청남도의 문화재자료 제201호로 지정되었다.

## 개요
남문리 마을 안에 자리하고 있는 탑으로, 널찍하게 마련한 돌단 위에 놓여 있다. 몇년 전까지 주변에서 기와조각이 발견되었고, 인근 민가 앞에서 작은 석불(石佛)이 발견되어 이곳이 절터였음을 말해주고 있다.
대체로 파손이 심하지 않은 이 탑은 기단(基壇)을 1층으로 쌓고, 그 위로 5층의 탑신(塔身)을 올린 모습이다. 기단은 윗돌을 괴어두는 부분에 2단의 높직한 괴임을 두었다. 탑신의 각 지붕돌은 밑면에 4단씩의 받침을 새겼으며, 직선을 그리던 처마는 양쪽 끝에서 느리게 위로 들려있다. 꼭대기에는 네모난 받침돌 위로 높직한 머리장식을 얹어 마무리하였다.
위로 올라갈수록 줄어드는 비율이 그리 크지 않아 길쭉한 인상을 주고 있다. 전체적인 맵시로 보아 고려시대 후기의 작품으로 추측된다.

## 참고 자료
- 남문리오층석탑 - 국가유산청 국가유산포털